# Una locanda di Tokyo
Una locanda di Tokyo  (東京の宿) è un film muto del 1935 ed è parte di una serie di quattro pellicole incentrate sulla vita del protagonista Kihachi (interpretato in tutti i film da Takeshi Sakamoto) e sono tutte dirette da Yasujirō Ozu. La serie completa è la seguente:
- Capriccio passeggero (1933)
- Storia di erbe fluttuanti (1934)
- Una ragazza innocente (1935), film andato perduto
- Una locanda di Tokyo

## Trama
Senza lavoro, senza dimora e con due figli piccoli a carico, Kihachi è costretto a girare per la periferia di Tokyo in cerca di una qualsiasi occupazione. Ma ogni speranza di trovare lavoro si rivela vana ed alla fine di ogni giornata, lui e i bambini si rifugiano in una vecchia locanda, meta di molte altre persone nelle loro stesse condizioni. È qui che Kihachi conosce Otaka, anche lei in ricerca di un lavoro per poter sfamare sua figlia Kimiko. Dopo altri giorni di inutile ricerca, Kihachi si imbatte in Ka, una sua vecchia amica e proprietaria di una locanda che riesce a trovargli un lavoro. Felice di essersi sistemato insieme ai suoi figli, ora il desiderio di Kihachi è di rifarsi una nuova vita in compagnia di Otaka, ma la donna, da qualche giorno, non si vede più in giro. Kihachi la ritrova a lavorare in un locale malfamato, costretta ad un impiego così infimo a causa dell'improvvisa malattia di Kimiko, sofferente di dissenteria. Pur di aiutarla, Kihachi finisce per rubare per lei il denaro necessario per curare la malattia. Resosi conto del crimine commesso, affida i suoi due figli a Ka e si costituisce alla polizia.

## Curiosità
- Nei titoli di testa, il soggetto del film viene attribuito ad uno scrittore straniero chiamato Winzart Monet; in realtà si tratta di uno scherzo del regista, in quanto il nome è semplicemente l'anagramma di senza soldi.[3]